# Данилов, Василий Иванович
Василий Иванович Данилов — молдавский советский хозяйственный, государственный и политический деятель, Герой Социалистического Труда.

## Биография
Родился в 1925 году в селе Тецканы. Член КПСС с 1953 года.
Участник Великой Отечественной войны. С 1948 года — на хозяйственной, общественной и политической работе. В 1948—1985 гг. — колхозник, звеньевой, механизатор-полевод, бригадир полеводческой бригады межхозяйственного объединения по производству кормов Лазовского районного совета колхозов Молдавской ССР.
Указом Президиума Верховного Совета СССР от 10 марта 1978 года присвоено звание Героя Социалистического Труда с вручением ордена Ленина и золотой медали «Серп и Молот».
Умер после 1985 года.